# 卡尔塔拉火山
卡尔塔拉火山即卡尔塔拉山(阿拉伯语：‎)，是一座位于科摩罗的活火山，距离科摩罗首都莫罗尼仅15公里。卡尔塔拉山海拔2,361米（7,746英尺），是科摩罗的最高峰。在形成大科摩罗岛的两座盾形火山中，卡尔塔拉火山是最大、最靠南边的一座。
卡尔塔拉火山非常活跃。据统计，19世纪以来它已爆发20余次。频繁的爆发，使得火山顶部形成了一个长宽三四千米的火山口。不过，大科摩罗岛没有被卡尔塔拉火山大规模破坏。2005年4月、2006年5月卡尔塔拉火山两次喷发，宣告了一段平静时光的终结。此前最近的一次喷发是1991年7月11日。

## 2005年4月喷发

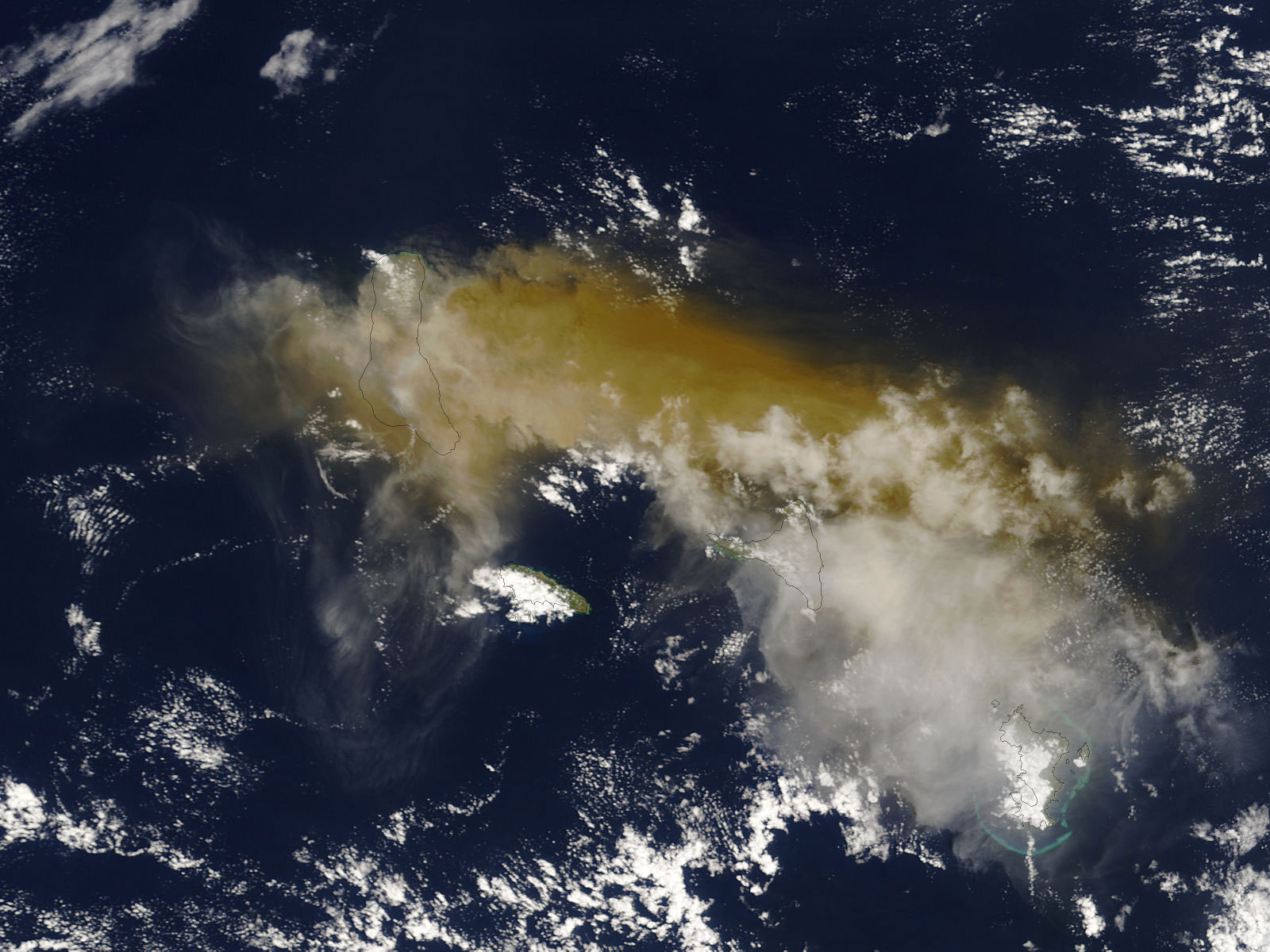
2005年11月卡尔塔拉火山喷发之后的卫星图。图中可见，喷出的火山灰遮住了大科摩罗岛（图中以线标出其轮廓）及其它岛屿

2005年4月，卡尔塔拉火山喷发。火山喷出了岩浆流和致命的火山气体，10,000居民被迫转移。这次喷发使得火山口的地貌大为改变。火山口附近增加了一层灰色的火山灰层，火山口也变得更大更深了。1991年喷发后形成的火山口湖彻底消失。据卫星图片，原先火山湖的位置现在充满了粗糙、暗灰色的岩石，可能是冷却的岩浆，也可能是火山口崩塌时的碎石。还有报道称2005年底卡尔塔拉火山再次喷发，喷出的灰云柱使岛上25万居民无饮用水可用。

## 2006年5月喷发
2006年5月28日，卡尔塔拉火山再次喷发。据报道，火山口形成了一片红云。5月31日，卡尔塔拉火山喷出熔岩。

## 动植物
卡尔塔拉山海拔1800米以下的区域被常绿林覆盖。1800米以上的区域以较矮小的树木和灌木为主。山上有很多科摩罗的独特物种。卡尔塔拉山上有四种独特的鸟，分別是哈伯氏鶲（Humblot's Flycatcher）、葛摩繡眼鳥（Comoro White-eye）、葛摩卷尾（Comoro Drongo）與卡爾塔拉角鴞（Karthala Scops Owl），都是尚未在其它地方发现的特有種。
由于伐木和开垦，卡尔塔拉山的森林遭到威胁。有人建议设立自然保护区，但至今没有落实。